# Darwin-Wallaceova medalja
Darwin-Wallaceova medalja je nagrada, ki jo vsakih 50 let podeljuje Linnejevo društvo v Londonu za »izjemne dosežke v evolucijski biologiji«. Prvič je bila podeljena leta 1908, 50 let po skupni predstavitvi Darwinovega in Wallaceovega članka o naravnem izboru pred Linnejevim društvom 1. julija 1858.
Leta 2008 je Linnejevo društvo oznanilo, da bodo od leta 2010 naprej medalje podeljene vsako leto.

## Prejemniki

### 1908
Prva podeljena nagrada je bila zlata medalja, ki jo je prejel Alfred Russel Wallace. Poleg njega je prejelo srebrne medalje šest znanstvenikov:
- Joseph Dalton Hooker
- August Weissman
- Ernst Haeckel
- Francis Galton
- E. Ray Lankester
- Eduard Strasburger

### 1958
20 srebrnih medalj:
- Edgar Anderson
- E. Pavlovsky
- Maurice Caullery
- Bernhard Rensch
- Ronald A. Fisher
- G. Gaylord Simpson
- C. R. Florin
- Carl Skottsberg
- Roger Heim
- H. Hamshaw Thomas
- J. B. S. Haldane
- Erik Stensiö
- John Hutchinson
- Göte Turesson
- Julian Huxley
- Victor van Straelen
- Ernst Mayr
- D. M. S. Watson
- Hermann Joseph Muller
- John Christopher Willis (posthumno)

### 2008
14 srebrnih medalj, od tega dve posthumno:
- Nick Barton
- M.W. Chase
- Bryan Clarke[3]
- Joseph Felsenstein
- Stephen Jay Gould (posthumno)
- Peter R. Grant
- Rosemary Grant
- James Mallet
- Lynn Margulis
- John Maynard Smith (posthumno)
- Mohamed Noor
- H. Allen Orr[4]
- Linda Partridge

### Od 2010
- Brian Charlesworth (2010)
- James A. Lake (2011)
- Loren Rieseberg (2012)
- Godfrey Hewitt (2013)
- Dolph Schluter (2014)
- Roger Butlin (2015)
- Pamela S. Soltis in Douglas E. Soltis (2016)
- John N. Thompson (2017)
- Josephine Pemberton (2018)
- David Reich in Svante Pääbo (2019)